# Torres de Quart

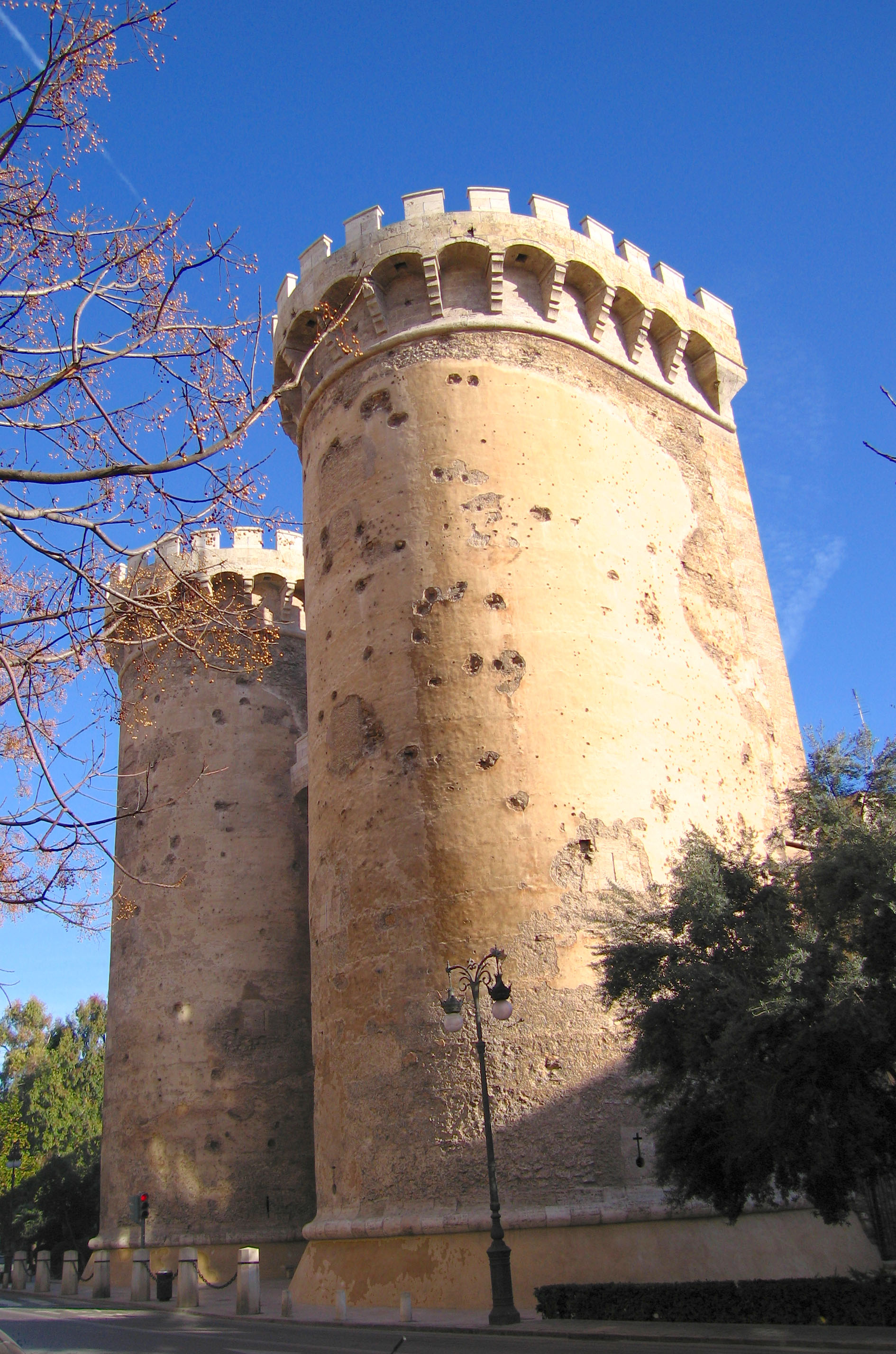
Torres de Quart: vista laterale

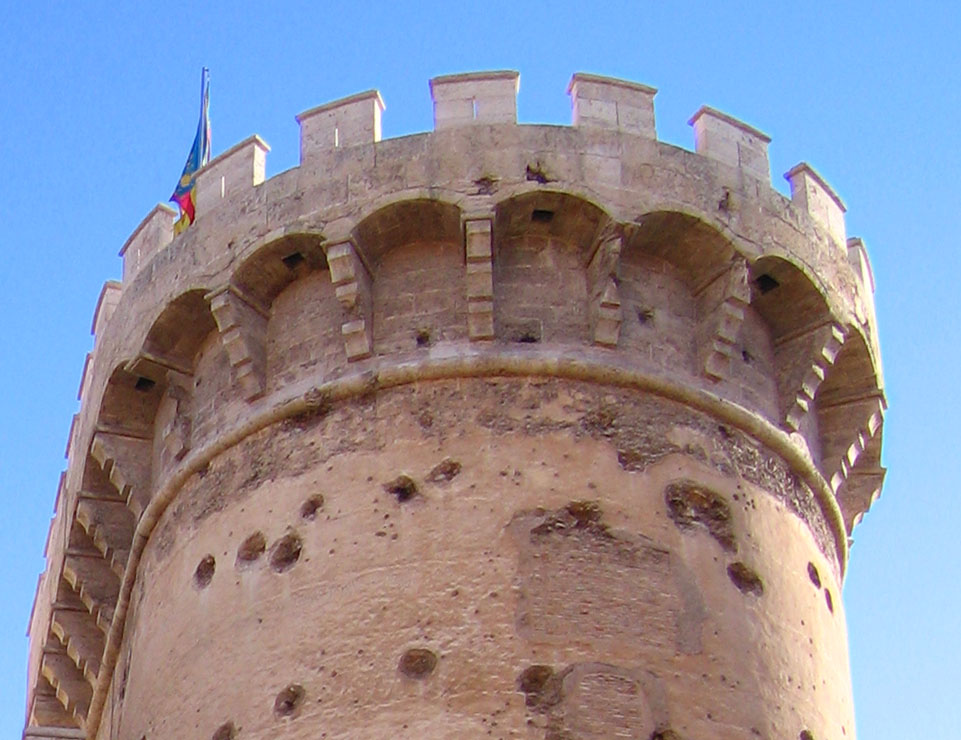
Sulla facciata sono ancora visibili le cannonate di epoca napoleonica

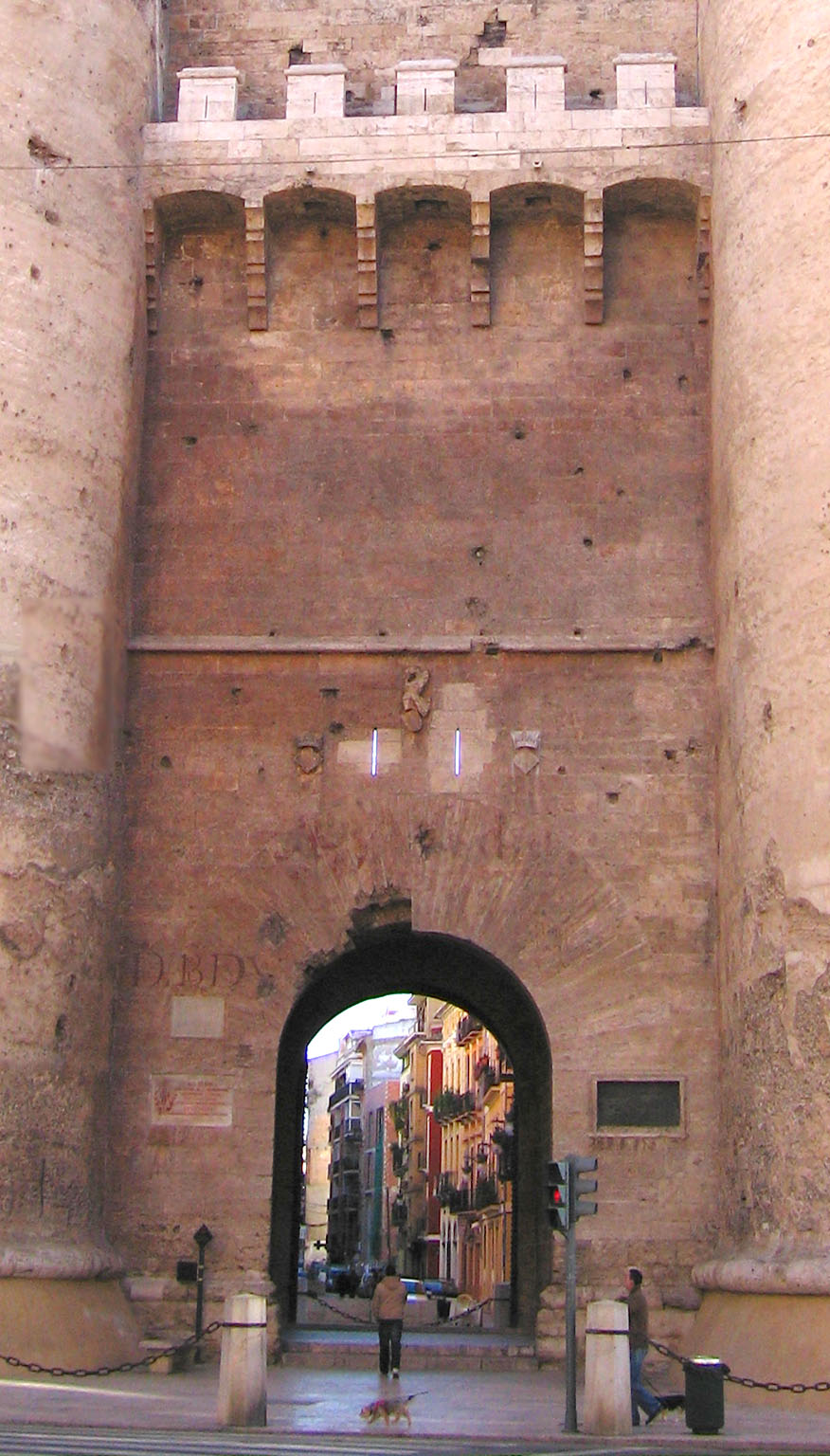
L'ingresso a un fornice

Le Torres de Quart (dette anche Porta de Quart) sono una porta che si apre lungo il tratto delle antiche mura urbane di Valencia, in Spagna. Insieme alle Torres de Serrans formano l'esempio più importante dell'architettura militare valenziana.
La porta deve il suo nome alla località di Quart de Poblet, nella cui direzione si affaccia, ed ha storicamente costituito l'accesso a Valencia da occidente (Madrid e Castiglia). Le torres de Quart sono ubicate all'intersezione di due strade importanti: carrer de Quart, che dal centro cittadino mena verso ovest, e carrer de Guillem de Castro, che incrocia quest'ultima in direzione N-S seguendo il tracciato dell'antica strada di circonvallazione.
Con la demolizione delle mura cittadine durante la seconda metà del XIX secolo la porta de Quart fu risparmiata; le torri superstiti, ora apprezzabili in tutta la loro elevazione, diedero quindi alla porta il nome di torres de Quart che oggi costituisce la denominazione più comune del monumento.

## Storia
Le Torres de Quart furono costruite dai "maestri nella nobile arte della pietra" Francesc Baldomar e Pere Compte dal 1441 al 1460, con interventi di Tomás Oller e Jaume Pérez. Lo stile architettonico delle torri è gotico valenzano tardivo ed ha ispirato simili architetture coeve nell'area italiana, come Porta Soprana a Genova e le torri del Maschio Angioino a Napoli; queste ultime in particolare furono disegnate dal maiorchino Sagrera e realizzate da maestri aragonesi proprio durante il dominio di Alfonso V d'Aragona in città.
Dal 1626 al secolo XVIII le torri ospitarono al loro interno il carcere femminile. Furono poi danneggiate in epoca napoleonica durante la guerra d'indipendenza spagnola: ancor oggi è possibile vedere le tracce delle palle di cannone sull'esterno delle torri. Fino al 1874 la porta de Quart fu anche nota come Porta de la calç ("Porta della calce") perché attraverso di essa doveva entrare in città la calce destinata all'imbiancatura delle abitazioni.
Nel 1931 le torri furono dichiarate monumento storico-artistico nazionale e sono ora protette dalla legge 16/1985 che tutela il patrimonio storico spagnolo.